# Castejón (kommun i Navarra)
Castejón är en kommun i Spanien.   Den ligger i provinsen Provincia de Navarra och regionen Navarra, i den nordöstra delen av landet, 260 km nordost om huvudstaden Madrid. Antalet invånare är 4 207. Arean är 18,1 kvadratkilometer. Castejón gränsar till Alfaro.
Terrängen i Castejón är platt.